# کوستا ندلیکوویچ
کوستا ندلیکوویچ (سیریلیک صربی: Kоста Недељковић؛ زادهٔ ۱۶ دسامبر ۲۰۰۵) بازیکن فوتبال اهل صربستان است.
وی همچنین در تیم‌های ملی فوتبال زیر ۱۷، ۱۸ و ۱۹ سال صربستان بازی کرده است.